# جينيفر إل. هولم
جينيفر إل. هولم (بالإنجليزية: Jennifer L. Holm)‏ (أكتوبر 1968، مقاطعة سانتا باربارا في الولايات المتحدة)؛ كاتِبة مُتخصِّصة في أدب الأطفال وروائية أمريكية.